# Schleinzbach
Schleinzbach är ett vattendrag i Österrike.   Det ligger i förbundslandet Niederösterreich, i den nordöstra delen av landet, 50 km nordväst om huvudstaden Wien.
Trakten runt Schleinzbach består till största delen av jordbruksmark. Runt Schleinzbach är det ganska glesbefolkat, med 48 invånare per kvadratkilometer.